# 수소 이온 농도 지수

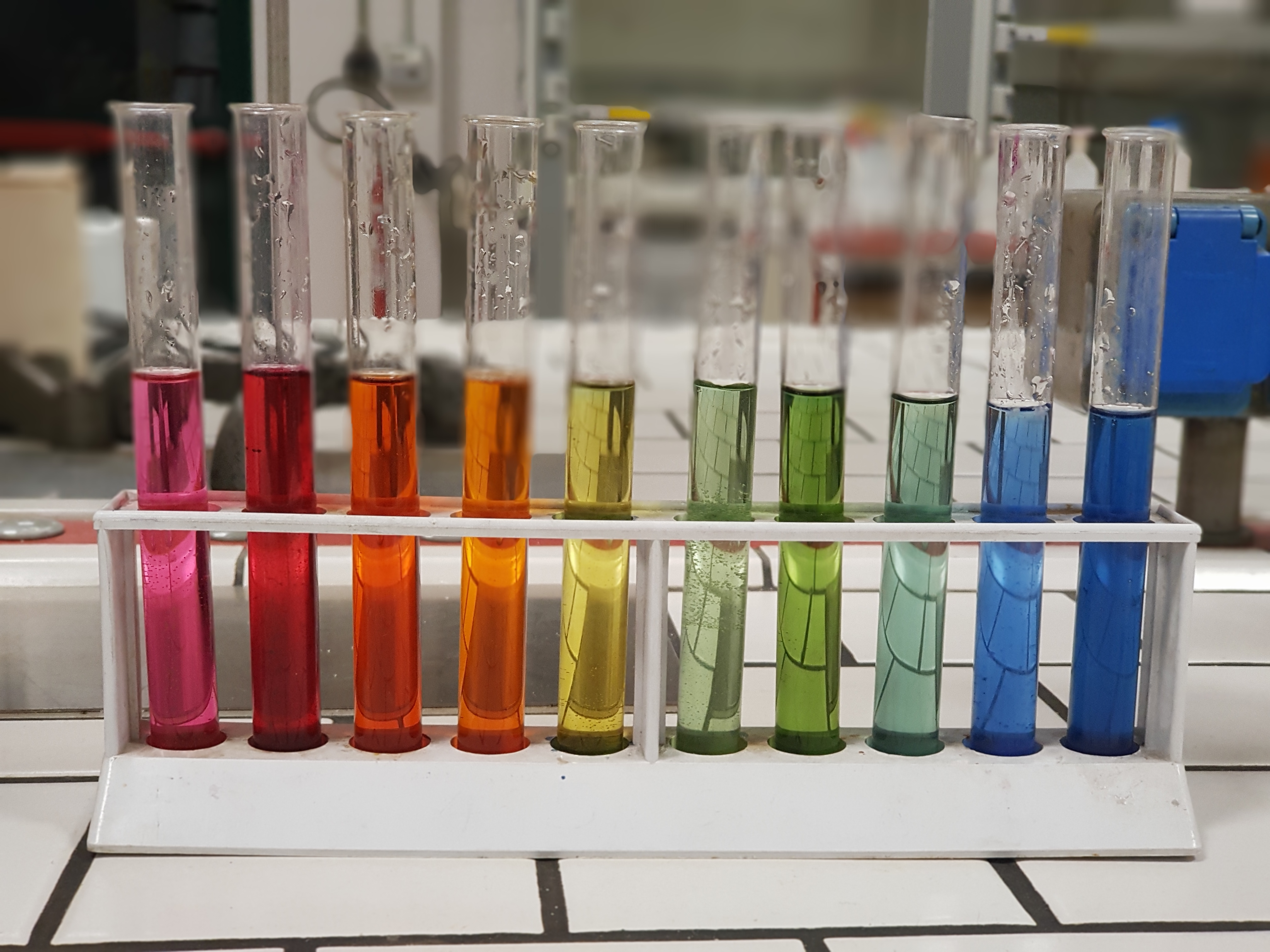

수소 이온 농도 지수(水素ion濃度指數, 영어: potential of hydrogen 또는 power of hydrogen) 또는 수소 농도 지수(水素濃度指數)는 수소 이온(H+)의 해리 농도를 역수의 로그를 취해 나타낸 값으로, 단위는 독일어: pH 페하[*]를 사용한다. 화학에서 물질의 산과 염기의 강도를 나타내는 척도로서 사용된다.
수용액상에서의 수소 이온 활동는 물의 해리상수와 다른 이온과의 상호작용으로 나타낸다. 중성의 수용액은 수소 이온(H+)의 활동도와 수산화 이온(OH-)의 활동도가 같으므로 표준 온도 압력(STP)에서 pH=7의 값을 가진다. pH의 값이 7보다 낮으면 산성, 7보다 높으면 염기성이라고 부른다.
수용액 상태가 아니거나 표준 온도 압력 조건이 아닌 경우 중성용액의 pH 값은 7이 아닐 수도 있다. 이때는 용매를 포함한 주변 조건에 따른 해리상수 값을 적용하여 pH를 측정한다.
대부분의 물질은 pH값이 0과 14의 사이를 나타내지만, pH가 0보다 작은 음수값이거나 14보다 큰 값을 가지는 초강산, 초강염기 물질들도 존재한다.

## 수소 이온 해리농도의 정의
보통은 수용액상에서의 수소 이온(H+)을 의미하지만 아레니우스 산염기 이론과는 다르게 브뢴스테드-로리 산염기 이론이나 루이스 산염기 이론을 적용하면 수용액뿐만 아니라 보다 넓은 범위(유기물질과의 반응)에서 설명을 할 수 있기 때문에 전자쌍 받개인 수소 이온의 해리농도의 정도로서 산염기의 세기를 나타낸다.
- 일반 반응식 : {\displaystyle {\ce {HB <=> H+ + B-}}}
- 산 해리상수 : {\displaystyle K_{a}=\mathrm {[H^{+}]\cdot [B^{-}] \over [HB]} }

Kb 값과 마찬가지로 Ka 값도 그냥 쓰기엔 너무 작은 수이므로 역로그 연산자 p(-log10)를 적용하여 단순화한다.
{\displaystyle \mathrm {p} K_{a}=-\log _{10}K_{a}}
- pH 계산식

{\displaystyle {\mbox{pH}}=-\log _{10}\left[{\mbox{H}}^{+}\right]}
[H+]는 H+ 이온의 활동도(보다 정확하게 [H3O+]로 표시, 하이드로늄 이온 당량), 강물이나 수돗물 같이 묽은 용액에서는 활동도와 H+농도는 거의 같기 때문에 리터당 몰(mole)수(몰 농도(molarity))로 측정된다..
{\displaystyle {\mbox{pH}}=-\log _{10}{a_{\mathrm {H^{+}} }}\approx -\log _{10}{[\mathrm {H^{+}} ]}}
예를 들어 pH=8.2인 용액은 [H+]의 활동도(농도)가 10−8.2 M = 약 6.31 × 10−9 M이다; [H+]의 활동도가 4.5 × 10−4 M 인 용액은 −log10(4.5 × 10−4) M은 pH가 약 3.35이다.

## 역사
수소 이온 농도 지수의 개념은 1909년 S.P.L. Sørensen에 의해 처음 도입되었으며, 이후 1924년에 현대에 사용하는 정의로 발전하였다.
pH가 무엇의 약자인가에 대해서는 정확히 알려진 바가 없다. 거듭제곱을 의미하는 power를 붙인 power of Hydrogen의 약자라는 설이 있으며, 혹은 이에 대응하는 독일어 Potenz나 프랑스어 puissance에서 왔을 것이라는 주장도 존재한다. 한편 pH의 초기 논문에서는 {\displaystyle p_{H}}처럼 H를 아래 첨자로 사용하였다. 이것을 근거로 하여, p는 음의 로그 값을 가리키는 상수로 사용되었다는 설이 존재한다.

## 측정

### 지시약
pH 지시약을 분석용액에 첨가하여 지시약의 색변화로 pH 변화를 알 수 있다. pH에 따라 지시약의 색이 변화한다. 정성분석용으로는 넓은 범위의 pH에 걸쳐 색이 변하는 지시약을 사용하고 정량분석용으로는 좁은 범위의 pH에 걸쳐 색이 확 변하는 지시약을 사용해야한다. 넓은 범위에 걸쳐 여러 개의 평형상태를 가진 지시약과 분광학적 방법을 사용하여 용액색깔을 결정하는 pH 의존적인 물질의 상대적 양을 알아내는 매우 정밀한 측정이 가능하다. 지시약은 물질의 pH를 재는 데 쓰인다. 흔히 쓰이는 것으로는 리트머스 종이(litmus paper), 페놀프탈레인, 메틸 오렌지(methyl orange), 브롬티몰 블루(bromthymol blue)가 있다. 리트머스 종이는 산성에서 붉은색, 염기성에서 푸른색을 나타낸다. 페놀프탈레인 용액은 산성과 중성에서 무색, 염기성에서 붉은색을 나타낸다. 메틸 오렌지 용액은 산성에서 붉은색, 중성과 염기성에서 노란색을 나타낸다. 브로모티몰 블루 용액은 산성에서 노란색, 중성에서 초록색, 염기성에서 푸른색이다.

### pH미터
자연과학 실험에서 자주 사용하는 pH 측정기 중 하나. 지시약이나 리트머스 종이와는 다르게 전기로 구동하는 기계다. 한 손에 들어올 정도로 작은 pH 미터기도 있지만 비싸고 예민하다. 배지를 직접 만들어 쓰는 연구실이나 식품공학계열에서 자주 쓰인다.

pH 미터에 사용되는 전극은 기준전극(reference electrode), 지시전극(indicator electrode)으로 구성되며 이 두 전극을 용액 속에 담갔을 때 이들 전극 사이에 전위차로 인한 전류를 증폭시켜 측정한다. 전류의 세기는 용액의 pH와 정비례하도록 고안되어 있다. 기준전극으로 표준 수소 전극을 사용할 때 유리전극의 기전력은 네른스트(Nerst)식에 따라 다음과 같다.
- E = -0.059log[H]

그 외에 미터기 중앙에는 여러 가지 버튼이 있는데 미터기 제조사마다 각 버튼의 기능, 위치가 제각각이다. 기계치가 아닌 이상 보통 버튼 위에 적힌 글자나 그림으로 대강 기능을 알 수 있으나 모르겠다면 담당 교수나 조교의 지도를 받는 것이 좋다. 모든 pH 미터기에서 공통된 점은 pH 측정을 위한 전극이 존재한다는 점뿐이고 전극 모양, 위치, 버튼 기능 등은 완전 다를 수 있으니 주의해야한다.
pH선택성 전극 (pH 유리전극, 수소 전극, 퀸히드론 전극(quinhydrone electrode) 등)과 기준전극을 함께 사용하여 pH를 측정한다.

### 중화열
중화반응에서 중화열이 발생하므로, 혼합 용액의 온도가 가장 높은 지점이 중화점이다.

### 전류의 세기 측정
혼합 용액의 전류 세기가 가장 약한 지점이 중화점이다. 중화 반응이 일어날 수록 다른 이온보다 전기 전도도가 큰 H+, OH-의 수가 감소하기 때문이다.

### 전위차 측정
pH는 시료와 표준전지의 전위차측정으로 나타낼 수 있다.
{\displaystyle {\mbox{pH}}={\frac {\epsilon }{0.059}}}
엡실론({\displaystyle \epsilon })은 기전력 (EMF) 또는 갈바니전지의 전위차이다.
pH식은 포화전지나 갈바니 전지에 네른스트 식(Nernst equation)을 응용하여 만들어졌다.
네른스트 식에서,
{\displaystyle \epsilon =\epsilon ^{o}-{\frac {0.059}{n}}\times {\log Q}}.
포화전지에서 εo는 같다. 따라서,
{\displaystyle \epsilon =-{\frac {0.059}{n}}\times {\log Q}}({\displaystyle Q}는 반응상수).
표준 수소 전지(SHE, Standard Hydrogen Electrode)를 사용했을 때 1 atm 기체 H2와 미지 농도의 H+ 이온과 1몰당 반응에 2 몰의 전자가 사용되었다면 방정식은 다음과 같다.
{\displaystyle {\begin{aligned}\epsilon &=-{\frac {0.059}{2}}\times {\log {\frac {1^{2}}{[{\mbox{H}}^{+}]^{2}}}}\\&={\frac {0.059}{2}}\times {2}\times {\log[{\mbox{H}}^{+}]}\\&=0.059\times {\log[{\mbox{H}}^{+}]}\end{aligned}}}
수소의 전위차 pH는 {\displaystyle -\log[{\mbox{H}}^{+}]}로 정의되므로
{\displaystyle {\begin{aligned}\epsilon &=-0.059\times {\mbox{pH}}\\{\mbox{pH}}&=-{\frac {\epsilon }{0.059}}\end{aligned}}}
여기에서 전위차는 음수로 pH에 따라 절대값이 증가한다.
다른 물질(X)의 pX(예를 들어 은의 전위차 pAg) 또한 같은 네른스트 식을 사용하여 구한다. 반응에 관여하는 전자의 몰수에 따라 전위차가 달라진다.

## 계산

### 강산
산의 pH 값은 몇 가지 가정을 사용함으로써 예측된다. 브뢴스테드-로리 산염기 이론에 따르면 강산이나 약산은 상대적 개념이지만 여기서는 편의상 하이드로늄 이온(H3O+)보다 강한 산을 강산이라고 정의하겠다.
물에서의 해리 반응식인 HX + H2O ⇄ H3O++X−를 보다 단순하게 만들면 HX ⇄ H++X-로 쓸 수 있고, 완전 해리 반응으로 진행되기 때문에 용액에 해리되지 않은 산은 없다. 예를 들면 HCl 0.01 M 용액에는 약 0.01 M 수소이온이 녹아 있는 것이다. 강산인 염산(HCl)이 물에 녹는 반응은 다음과 같다.
HCl(aq) → H+ + Cl−
pH = −log10 [H+]:
pH = −log 0.01 M = 2
약산의 경우 강산과 다르게 불완전한 해리반응이 진행되기 때문에 어느 정도 해리되면 수소이온과 짝염기 이온의 농도가 평형에 도달한다.
- 일반식: HB(aq) → H+ + B−

- 산 해리상수: Ka = [H+][B−]/[HB]

(HB는 산, B는 산의 짝염기)
pH를 구하기 위해서는 수소 이온의 해리반응의 평형 상수 값을 알아야한다. pH는 산성도를 나타내는 척도로서 강산일수록 pH값이 작다. (화학 평형 참조)
다음은 포름산(HCOOH)의 해리반응식이다.
HCOOH(aq) ↔ H+ + HCOO−

### 약산
약산의 pH를 계산할 때에는 물이 수소이온을 공급하지 않는다고 가정하고(중성인 물의 수소이온농도인 1×10−7 mol 은 무시되며 보통 수소이온농도와 짝염기의 농도가 같다고 가정한다.) 식을 간단하게 만들어 계산한다. 0.1 M의 포름산(HCOOH) 용액의 산 해리상수는 다음과 같다.
Ka = [H+][HCOO−]/[HCOOH]
[H+] 와 [HCOO−]가 같은 농도이고 HCOOH의 Ka = 1.6 × 10−4이므로 계산하면
{\displaystyle K_{a}=\mathrm {\frac {[H^{+}]^{2}}{[HCOOH]-{[H^{+}]}}} }
{\displaystyle 1.6\times 10^{-4}=\mathrm {\frac {[H^{+}]^{2}}{0.1-{[H^{+}]}}} }
[H+] = 3.9×10−3
pH = −log[H+] = −log(3.9×10−3) ≈ 2.4
더 정확한 pH 값을 얻기 위해서 더 복잡한 계산이 필요하다.
{\displaystyle K_{a}={\frac {[H][A]}{[HA]}}}
그리고 이 값은 실험에 의해 결정된 것으로 가정한다. 여기서 미지수는 [HA], [H], [A]이다. 두가지 방정식이 더 필요한데 이를 얻는 방법은 H, A에 대해 질량보존법칙을 적용하는 것이다.

{\displaystyle C_{A}=[A]+[HA]}
{\displaystyle C_{B}=[H]+[HA]}

C는 분석 농도(analytical concentration)를 나타낸다.
일부 텍스트에서는 하나의 질량 균형 방정식이 전하 균형 방정식으로 대체된다. 이것은 이번과 같은 간단한 경우라면 만족스럽지만, 아래 사례처럼 더 복잡한 경우에는 적용하기가 더 어렵다.
{\displaystyle K_{a}}를 정의하는 방정식과 함께, 현재 세 가지 미지의 방정식이 있다. 산이 물에 용해되었을 때 {\displaystyle C_{A}=C_{H}=C_{a}} (산의 농도), 따라서 [A] = [H]. 이후 약간의 추가적인 대수적 조작 후에 수소 이온 농도의 방정식을 얻을 수 있다.
{\displaystyle [H]^{2}+K_{a}[H]-K_{a}C_{a}=0}
이 이차식을 통해 수소 이온 농도와 p[H] 또는 대략적으로 pH값을 얻을 수 있다.
이 절차는 ICE 표에 설명되어 있으며, 계에 일부 (강)산 또는 알칼리성이 추가되었을 때, 즉 {\displaystyle C_{A}\neq C_{H}} 인 경우에 pH를 계산할 수 있다.

예를 들어, 0.01몰의 벤조산 용액의 p가4.19일 때 pH는 얼마일까?

1. {\displaystyle K_{a}=10^{-4.19}=6.46\times 10^{-5}}
2. 이차방정식 {\displaystyle [H]^{2}+6.46\times 10^{-5}[H]-6.46\times 10^{-7}=0}
3. {\displaystyle [H^{+}]=7.74\times 10^{-4};pH=3.11}

알칼리성 용액의 경우 수소의 질량 균형 방정식에 용어가 추가된다. 수산화물을 첨가하면 수소이온농도가 감소하고, 수산화물 이온농도는 자가이온 평형에 의해 {\displaystyle K_{w} \over [H^{+}]}로 같아지게 제한되기 때문이다.
{\displaystyle C_{H}={\frac {[H]+[HA]-K_{w}}{[H]}}}
이 경우 [H]에 대한 최종 식은 3차방정식이다.

### 보편적인 방법
폴리프로산 등 일부 시스템은 스프레드시트 계산에서 처리할 수 있다.
3개 이상의 시약을 사용하거나 ApBqHr 같은 일반적인 공식으로 많은 복합물을 형성할 때, 용액의 pH를 게산하는 데 다음과 같은 방법을 사용할 수 있다.
세개의 시약의 경우 각 평형은 아래와 같이 평형상수 β로 특징지을 수 있다.

{\displaystyle [A_{p}B_{q}H_{r}]=\beta _{pqr}[A]^{p}[B]^{q}[H]^{r}}

그 다음, 각각의 시약에 대해 질량 균형방정식을 쓴다.
{\displaystyle C_{A}=[A]+\Sigma p\beta _{pqr}[A]^{p}[B]^{q}[H]^{r}}
{\displaystyle C_{B}=[B]+\Sigma q\beta _{pqr}[A]^{p}[B]^{q}[H]^{r}}
{\displaystyle C_{H}=[H]+\Sigma r\beta _{pqr}[A]^{p}[B]^{q}[H]^{r}}

각 안정도 상수(stability constant)가 활동성이 아닌 농도의 지수로 정의되는 경우를 제외하고, 이러한 공식에는 근사치가 포함되지 않는다는 점에 유의한다. 활동성을 고려하려면 훨씬 더 복잡한 표현이 필요하다.
위에 [A], [B], [H] 세 가지 미지수에 대한 비선형 연립 방정식이 있다. 방정식이 비선형적이고 , 농도가 10의 많은 지수를 포함할 수 있기 때문에, 이러한 방정식의 해결은 간단하지 않다. 그러나 이러한 계산을 수행하는 데 사용할 수 있는 많은 컴퓨터 프로그램이 있다. 이 형식을 사용한 수소 이온 농도의 계산은 전위 측정 적정에 의한 평형 상수를 결정하는 데 중요한 요소이다.

## 적용

### 토양
작물 재배에서 토양의 ph는 매우 중요한 요소로 가장 쉽게 이해하려면 우리가 피부를 관리할 때 사용하는 물의 ph가 얼마나 중요한지와 같다. Ph는 1~14까지 나누어지며 토양이나 상부에 자라는 식물의 종류에 따라 구분된다. 일반적인 경우 식물은 약산성(6.0~6.8)을 선호한다. pH는 조금만 변화되어도 작물에 주는 영향은 매우 큰데 그 이유는 수소이온농도의 계산식이 ph=-log[H+]이므로 pH6은 pH7보다 10배 더 큰 산성이기 때문에 학술적으로 좀 더 정확한 수치를 읽어 내기 위하여 소수점 두자리까지 파악하는 것이 일반적이다.
토양 내 영양 성분의 가용성은 Ph에 따라 다르다. 관리가 적정하지 못하면 마치 소금 땅에 식물을 심는 것과 같이 역삼투압으로 인한 물 부족과 함께 영양 부족이 일어나면 면역이 저하되어 병충해 피해가 증가하고, 농약 비용이 증가하면서 수확량은 줄어들 수밖에 없다.

### 해수
해수에는 다양한 물질이 다량으로 용해되어 해리되어 있기 때문에(Na+, Mg2+, Ca2+, K+, Sr2+, Cl−, SO42−, HCO3−, Br−, CO32−, B(OH)4−, F−, OH−, B(OH)3, CO2), 실제로 해수의 pH 측정은 다른 자연계의 물에 비해 몹시 까다롭다. 이론과는 다르게 해수 pH 측정값은 세 가지 방식으로 제시되곤 하는데 각 방식은 자유(free), 총(total), 해수(seawater) 척도라고 불린다. 따라서 전문적인 관점에서는 셋을 명시해서 보고하고 활용해야 한다.
해수의 pH는 물리적 그리고 생물학적 과정의 결과로 장소와 계절, 수심에 따라 크게 변동한다. 그 가운데 온도에 따른 변화가 가장 두드러진다. 표층 해수의 pH는 8.1±0.1의 좁은 범위를 보인다. 바닥이 차고 이산화탄소가 많이 녹아 있어서 pH가 낮은 해수가 용승하는 장소의 pH가 낮게 나타난다. 적도 동태평양, 아라비아해, 아프리카 서해안, 호주 북동 해역이 그런 곳이다. 용승이 일어나지 않으면서 생물 생산력이 높은 곳에서는 이산화탄소의 소비로 인해서 pH가 높게 나타난다.
물기둥에서 보면 표층에서 광합성이 활발해서 pH가 높고, 표층 아래의 수온약층에서는 위에서 침강하는 유기물이 활발하게 분해되어서 pH가 가장 낮다. 유기물이 분해되면서 이산화탄소가 되돌아 나와서 녹기 때문이다.
심해수에서는 유기물의 분해로 인해 깊어질수록 pH가 낮아지는데, 특이하게도 태평양 심해수의 pH는 대서양 심해수보다 눈에 띄게 낮다. 이는 태평양 심해수의 나이가 대서양보다 많아서 호흡에 따른 이산화탄소의 공급이 누적되었기 때문이다.

### 인체
인체의 경우 pH 지수가 평균 7.4로 약한 알칼리성을 띄는데 각 인체기관마다 조금씩 차이가 있다.
췌장의 경우 8.8에 해당하는 높은 알칼리성 체액을 갖고 있으며 강력한 산성물질인 위액을 배출하는 위는 높은 산성을 띤다. 이와 관련하여 인체는 항상 체액의 pH지수를 7.4로 유지하려는 항상성( 항상 최고의 상태를 유지하려는 성향)을 지니는데 이는 인체가 산성을 띠게 되면 성인병에 걸릴 확률이 높아지는 등 문제 발생의 소지가 있기 때문이다. 즉 몸에 무리를 주지 않는 약알칼리성이 가장 건강한 상태라고 할 수 있다. 이를 위해 인체는 췌장을 정점으로 각 기관들이 자율적인 균형 메커니즘을 작동해 몸을 약알칼리성으로 유지하려고 한다. 물론 이 같은 작용은 인체 스스로가 자동적으로 수행하지만 내외부적으로 산성체질화 요인이 과다하게 제공되거나 지속적으로 일어나면 결국 인체의 자기방어기능이 떨어져 체액이 산성화가 될 수 있다.
| 인체                  | pH        |
| 위산                  | 1.5-3.5   |
| 리소좀                | 4.5       |
| 인간의 피부           | 4.7       |
| 염색질 세포 과립      | 5.5       |
| 오줌                  | 6.0       |
| 시토 솔               | 7.2       |
| 혈액                  | 7.34-7.45 |
| 뇌척수액              | 7.5       |
| 미토콘드리아 매트릭스 | 7.5       |
| 췌장 분비물           | 8.1       |
| --------------------- | --------- |

피부 역시 다양한 물질의 총합이기 때문에 최종적으로 결정되는 pH가 매우 중요하다. 이유는 피부에는 다양한 세균이 살고, 다양한 물질이 세포에서 생산되고, 그리고 제거가 되기 때문이다. 이때 적정 pH가 유지되어야 우리가 원하는 깨끗한 피부를 가질 수 있게 되는 것이다. 피부 표면의 pH는 약산성을 나타낼 때 가장 건강하다고 한다. 피부 표면의 산성 덮개가 피부 장벽의 항상성 유지에 중요한 역할을 하고 있다. 피부 장벽 기능이 악화가 되면 피부 표면의 알칼리화가 시작되고 이와 관련한 다양한 피부질환이 발생하는 것이 연구 결과로 밝혀지고 있는 추세이다. 또한 산성을 유지하는 피부에서는 피부에 발생한 상처가 정상적인 회복 과정을 나타내지만 중성 또는 알칼리성 조건에서는 피부장벽의 회복이 저해된다. 이와 같이 산성에서는 피부가 건강한 이유는 피부에 필요한 지질을 생성하는 다양한 효소가 pH 5.5 정도의 환경에서 그 기능이 가장 높은 활성도를 가지기 때문이다. 이것을 적정 피부산도라고 한다.

## 같이 보기
- 산·염기 지시약
- 화학 평형